# Alvik (Leksand)
Alvik is een plaats in de gemeente Leksand in het landschap Dalarna en de provincie Dalarnas län in Zweden. De plaats heeft 242 inwoners (2005) en een oppervlakte van 83 hectare.
De plaats ligt aan de baai Alviken, een baai van het Österviken, wat weer een baai is van het meer Siljan. In de plaats aan het Alviken, ligt een plaats die is ingericht om er te kunnen recreëren. In de buurt van de plaats zijn er mogelijkheden voor wintersport. De net buiten de plaats gelegen 438 meter hoge heuvel/berg Granberget heeft een skilift.